# Deadpan
Deadpan eller torr humor är att avsiktligt inte visa några känslor eller ändringar i tonläge under ett komiskt framförande, ofta för att kontrastera mot ämnets löjlighet. Framförandet ska vara ironiskt, lakoniskt eller till synes oavsiktligt.

## Etymologi
Termen deadpan är en sammansättning av de engelska orden "dead" (död) och "pan" (i det här fallet ansikte). Den första användningen av termen som ett adjektiv registrerat i Oxford English Dictionary var från The New York Times (1928), som definierar det som "playing a role with expressionless face" (spelar en roll med uttryckslöst ansikte).